# Thomas Delcambre
Pour les articles homonymes, voir Delcambre (homonymie).
Thomas Delcambre est un bassoniste, compositeur et pédagogue français né le 24 avril 1762 à Douai et mort le 6 janvier 1828 à Paris.

## Biographie
Thomas-Joseph Delcambre naît le 24 avril 1762 à Douai,. 
Il apprend la musique dans sa ville natale, à la collégiale Saint-Pierre, et devient très jeune musicien au sein d'un régiment. À l'âge de 18 ans, il se perfectionne à Paris auprès d'Étienne Ozi pour le basson, et se fait remarquer « par la beauté du son qu'il tirait de l'instrument, et par le brillant de son exécution ». 
En 1790, il entre dans l'orchestre du théâtre de Monsieur, où il est premier basson avec François Devienne. En 1794, il se produit en soliste avec l'orchestre, notamment dans un concerto de sa composition et une symphonie concertante de Devienne pour hautbois, flûte, cor et basson, en compagnie de Salentin, Hugot et Frédéric Duvernoy. 
En 1791, il devient premier basson de l'orchestre de l'Opéra de Paris, poste qu'il occupe jusqu'en 1818,. Il est aussi soliste de la Chapelle du roi. 
Nommé professeur de basson au Conservatoire de Paris à la création de l'établissement en 1795, il y enseigne jusqu'à sa retraite, en 1825,. Cette même année, il est fait chevalier de la Légion d'honneur. 
Il meurt à Paris le 6 janvier 1828, et est inhumé au cimetière du Père-Lachaise (21e division).

## Œuvres
De Delcambre ont notamment été publiées plusieurs œuvres pour basson :
- 6 Sonates pour basson et basse, op. 1
- 6 Duos pour bassons, op. 2
- 6 Duos pour bassons, op. 3[9]
- Concerto pour basson, en ut majeur, op. 4